# Óscar Ruiz Navia
Óscar Ruiz Navia  (Cali, 22 de junio de 1982) es un cineasta colombiano. Recibió el premio de la crítica en 2010 en el Festival Internacional de Cine de Berlín por su película La barra. Actualmente es considerado una de las figuras del renacimiento cinematográfico colombiano.

## Carrera
Ruiz nació en la ciudad de Cali en 1982. Después de estudiar en la Escuela de Cine de la Universidad Nacional de Colombia, se graduó como comunicador social en la Universidad del Valle. Fue coordinador del Cineclub "Cine de Autor" en la Fundación de Artes Visuales Lugar a Dudas e hizo parte del 2 Buenos Aires Talent Campus.
En 2006 fundó Contravía Films, plataforma de experimentación en el arte cinematográfico y de producción de cine independiente. Con el tiempo, la empresa ha logrado notoriedad dentro del cine independiente en Colombia y ha servido como plataforma para producir películas propias y ajenas, como La sirga de William Vega (Quincena de Realizadores, Cannes, 2012), Siembra de Ángela Osorio y Santiago Lozano (Cineastas del Presente, Locarno, 2015), la coproducción Tormentero de Rubén Imaz (South By South West, 2017) y Sal de William Vega. Con Contravía Films también se han producido los cortometrajes Escondite (2007), Migración (2008) y Flores (2012), dirigidos por Marcela Gómez Montoya; A solas (2008) de Ingrid Pérez; Simiente (2011) de William Vega y Nelsea de Felipe Guerrero (2013).
Tras dirigir el largometraje El vuelco del cangrejo, en la década de 2010 Ruiz dirigió las películas Los hongos, Epifanía y El peñón. Ante la contingencia generada por la pandemia del COVID-19, En 2020 estrenó virtualmente el documental Fait Vivir.

## Filmografía
- Fait vivir (2020)
- Epifanía (2017)
- El peñón (2016)
- Los hongos (2014)
- Solecito (2013)
- La barra (2010)
- El vuelco del cangrejo (2009)
- Al vacío 1, 2, 3 (2006)

## Premios y distinciones
- Premio de la Crítica 2010 en el Festival Internacional de Cine de Berlín por su película La barra
- Premio de descubrimiento en el Festival de Toulouse en 20102
- Premio especial del jurado en el Havana Film Festival 20092
- Premio de la Juventud en el Festival Internacional de Cine de Fribourg 20102
- Mejor director en el Festival de Las Palmas 20102
- Selección en la categoría Mejor Discovery en el Festival de Cine de Toronto 2009